# Figeac Aero
A Figeac Aero é uma empresa especializada na subcontratação de equipamentos aeronáuticos .  Em 2023, é o principal subcontratante europeu no setor.  A empresa produz peças grandes, peças de motores, peças de precisão e subconjuntos.  Cotada na bolsa desde 2013, a empresa atingiu um volume de negócios de 226 milhões de euros em 2022. 
Jean-Claude Maillard fundou a empresa em 1989. 